# 赤い旅団
赤い旅団（あかいりょだん、伊：Le Brigate Rosse）は、イタリアの極左テロ組織。1969年に結成され、イタリアでの革命とイタリアの西欧同盟からの離脱を主張して1970年代初頭から活動を開始。数多くの誘拐・殺人事件を起こし、ジャーナリストや警察官、裁判官、実業家、政治家などを殺害した。

## 歴史

### 創設

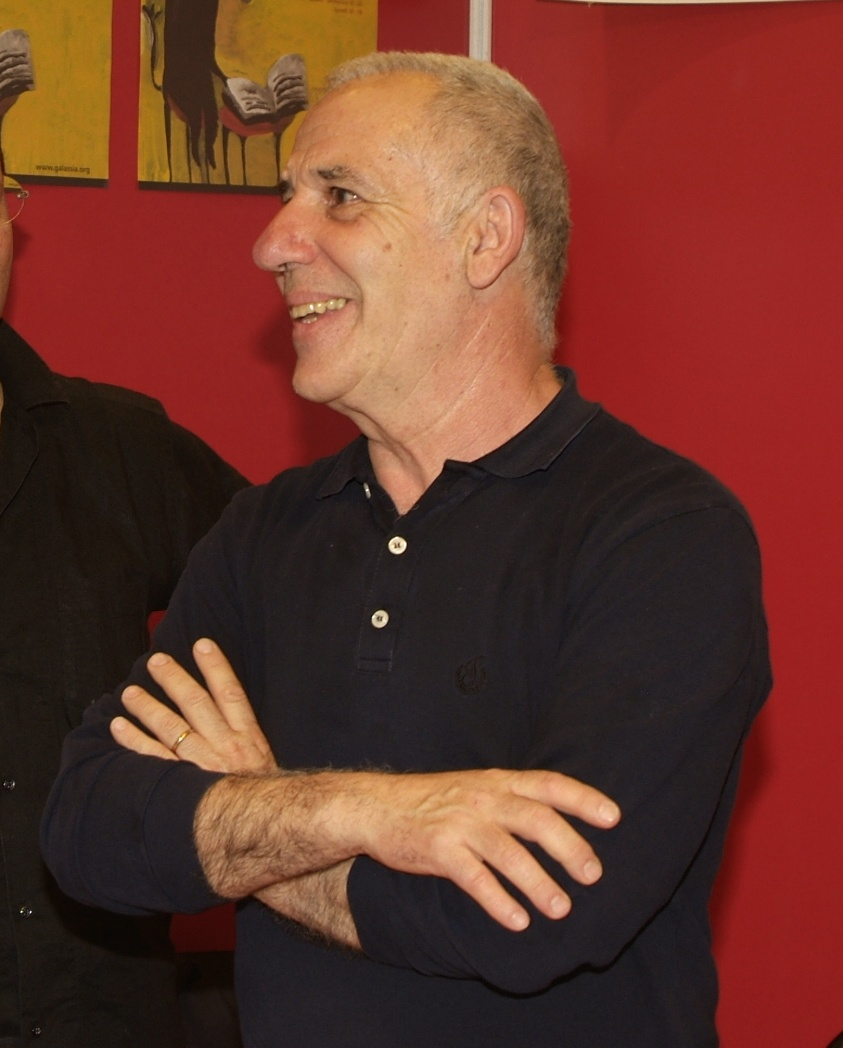
レナト・クルチョ

1969年にトレント大学の左翼学生レナト・クルチョにより創設されたとみられ、当初の主な活動はミラノやトリノでの極右勢力に反対する労働組合の支援であった。構成員は労働者と学生で、工場の設備を破壊し、工場の事務所や組合の本部に入り込んだ。
若年層の高い失業率や挙国一致体制への不満などを背景に勢力拡大を狙うが、労働者からの支持が得られず次第に過激な武力闘争に傾斜してゆく。1972年に最初の誘拐事件を起こした。ある工場長を数度にわたり拘束し最終的には解放した。

### モーロ元首相誘拐事件

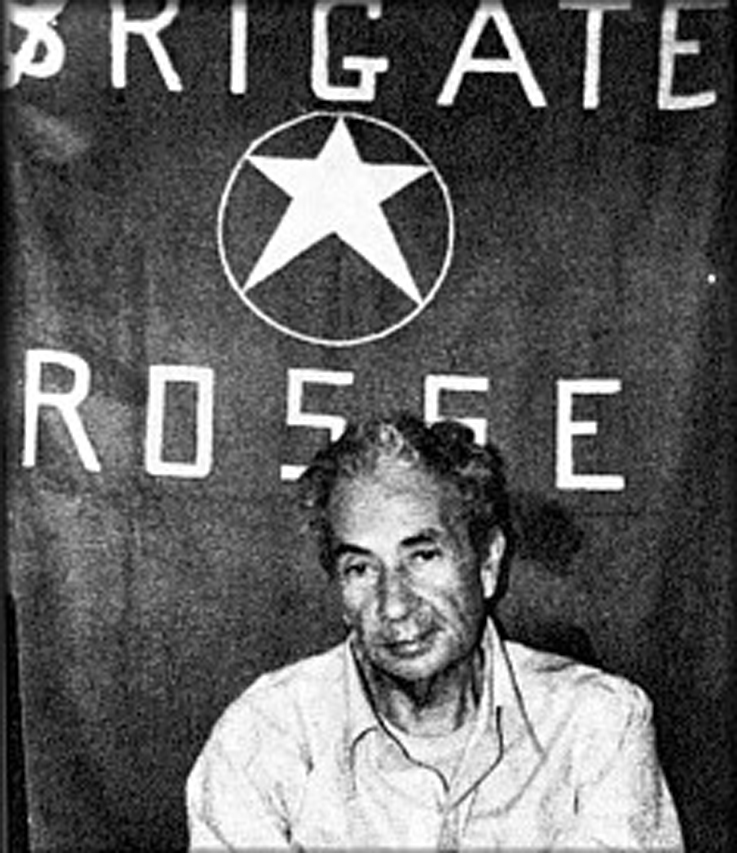
アルド・モーロ誘拐時に撮影された写真

1978年に起きたアルド・モーロ元首相誘拐暗殺事件によって世界的にその名が知られることとなった。赤い旅団からの要求に対して、モーロ元首相と当時対立関係にあったジュリオ・アンドレオッティ首相率いる当時の内閣が要求を拒否したためにモーロは殺害され、5月9日にローマ市内に停めた車の中で死体となって発見された。

### 壊滅
「保守派」として知られるアンドレオッティ首相のモーロ元首相誘拐事件への関与が示すように、赤い旅団は1970年代後半に入ると、イタリア政界の保守派や「カモッラ」などのマフィアとの関係を深めて行き、「金のために動く腐敗した殺し屋集団」と揶揄されるようになっていった。それに合わせて政治家や企業経営者へのテロや誘拐、暗殺は行わなくなり、その代わりに警官や地方官僚などへターゲットを変えた。
また、モーロ元首相誘拐事件をきっかけに、イタリア政府が対テロ特殊部隊NOCS（Nucleo Operativo Centrale di Sicurezza、通称レザーヘッド）を編成し、赤い旅団への圧力を強めて行った。それらもあってか、赤い旅団は形勢がさらに不利となる。
1981年12月にはNATOの幕僚副長だったアメリカ陸軍のジェームス・ドジャー准将を誘拐するが、その42日後の1982年1月にはアジトを特定されNOCSが突入。准将を奪還された。その後も、1980年代半ばには組織の分裂や活動家の逮捕が相次いだ。1988年以降、赤い旅団は壊滅したと思われた。

### 近年
1999年にアントニオ・バッソリーノ労働大臣顧問のローマ大学教授マッシモ・ダントーナ殺害事件で赤い旅団から犯行声明が出された。また、2002年にも労働大臣顧問マルコ・ビアージ教授が暗殺されている。2003年に多くの幹部が逮捕されて以降目立った活動はしていない。1999年以降に活動している赤い旅団は「新赤い旅団」と呼び区別することもある。
2008年にフランスで逮捕された元メンバーのマリーナ・ペトレラのイタリアへの引渡しが、フランスのニコラ・サルコジ大統領の妻でイタリア人のカーラ・ブルーニと姉のヴァレリア・ブルーニ・テデスキによる口添えにより阻止されたが、この行為がイタリア国内の被害者の遺族たちの怒りを招き、大きな外交問題になっている。

## 関連作品

### 映画
- 教授と呼ばれた男（1985年、ジュゼッペ・トルナトーレ監督）
- 首相暗殺（1986年、ジャン・マリア・ヴォロンテ出演）
- イヤー・オブ・ザ・ガン（1991年、シャロン・ストーン出演）
- 夜よ、こんにちは（2003年、マルコ・ベロッキオ監督）

### アニメ
- MASTERキートン (第33話 「天使のような悪魔」)
- ルパン三世 (TV第2シリーズ) (第88話 「ルパンの南極北極大冒険」: 「赤い旅団」をもじった「赤い旅行団」という名の組織が登場する。)